# Telaranea pseudozoopsis
Telaranea pseudozoopsis là một loài rêu tản trong họ Lepidoziaceae. Loài này được (Herzog) Fulford miêu tả khoa học lần đầu tiên năm 1963.